# مجموعة هيدروكسيل

مجموعة الهيدروكسيل

الهيدروكسيل في الكيمياء وخاصة الكيمياء العضوية تمثل مجموعة جزيئية تتكون من الأكسجين والهيدروجين مرتبطة مع باقي الجزيء برابطة تساهمية (رابطة مشتركة). يمثل الهيدروكسيل المجموعة الوظيفية في الكحولات والفينولات.

## مجموعة الهيدروكسيل
تعتبر مجموعة الهيدروكسيل السائدة ضمن مجال الكيمياء العضوية، فهي عبارة عن مجموعة وظيفية من الكحول. وتظهر في البنية الكيميائية العضوية والهياكل البيوكيميائية في السكريات وبعض الحموض الأمينية والدهون الفوسفاتية، وبالتالي في كل الحواجز البيولوجية (الأغشية البيولوجية وجدار الخلية). إضافة لأهميتها المركزية في التركيب العضوي، فإنها تلعب أدوارا هامة في تحفيزالإنزيم وتثبيط، وفي تشكيل الهياكل البيولوجية، وكل ذلك بسبب امتلاكها لـ الرابطة الهيدروجينية. يكمن وراء هذه القدرة تفاعلات البروتين، والذوبان في الماء والاستقرار الهيكلي الداخلي للـ جزيء

## الهيدروكسيل

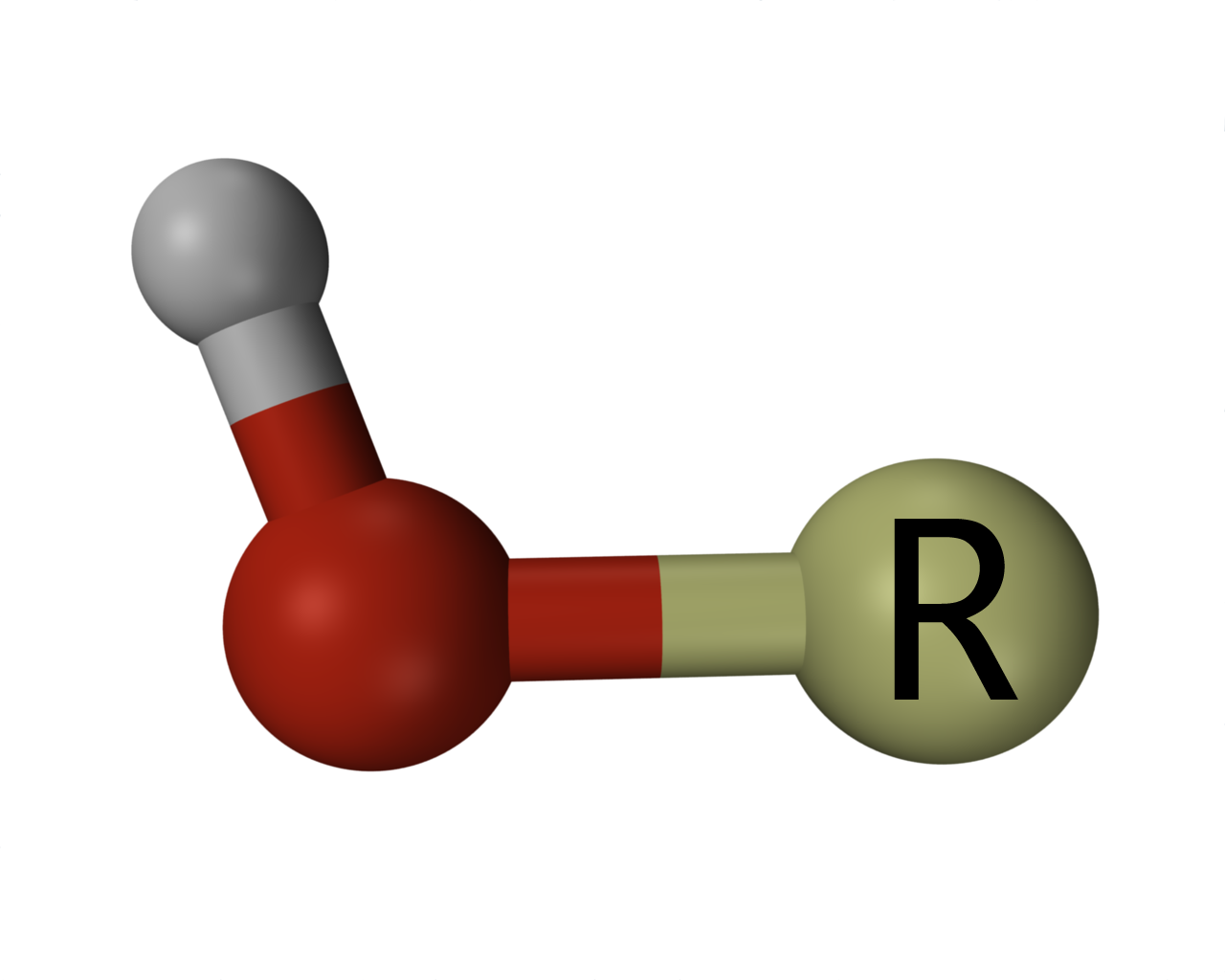
تمثيل ثلاثي البعد لمجموعة الهيدروكسيل

جذور الهيدروكسيل شديدة التفاعل والخضوع للتفاعلات الكيميائية التي تجعلها قصيرة الأجل. وعندما تتعرض النظم البيولوجية إلى جذور الهيدروكسيل، فإنها تسبب تلفا للخلايا، بما في ذلك تلك الموجودة في البشر، حيث أنها تتفاعل مع الحمض النووي، والدهون، والبروتينات.